# Utama Stadium
L’Utama Stadium est un stade multi-fonction situé à Kangar, en Malaisie.
Il est principalement utilisé pour des rencontres de football. Il a une capacité de 20 000 spectateurs et a ouvert ses portes en 1995.